# Workhorse W-15
Workhorse W-15 – niezrealizowany projekt hybrydowego samochodu osobowego typu pickup klasy wyższej realizowany przez amerykańskie przedsiębiorstwo Workhorse Group w latach 2016–2020.

## Historia i opis modelu
Jesienią 2016 roku amerykańskie przedsiębiorstwo, dotychczas produkujące dostawczo-osobowe samochody ciężarowe, ogłosiło plany wprowadzenia na rynek swojego pierwszego samochodu osobowego w postaci elektrycznego pickupa W-15. Po przedstawieniu szkiców przyszłej bryły pojazdu, oficjalne informacje o przedprodukcyjnym egzemplarzu zaprezentowano w maju 2017.
Workhorse W-15 przyjął postać 4-drzwiowego pickupa z masywnym, agresywnie stylizowanym nadwoziem o foremnych, regularnych kształtach. Charakterystycznym elementem stał się duży, szeroko rozstawiony napis z nazwą producenta między strzeliście ukształtowanymi reflektorami. Użytkowo-osobowy pojazd powstał w oparciu o napęd AWD.

### Sprzedaż
Workhorse Group planowało wdrożyć pickupa W-15 do produkcji seryjnej w ciągu około roku od premiery w 2017 roku, wyznaczając początek produkcji na koniec 2018 roku. Choć firma zebrała ponad 5 tysięcy zamówień na samochód, nie udało się jej nigdy zrealizować swojego projektu – w 2020 roku po zmianie na stanowisku prezesa, który zajął się innym projektem elektrycznego pickupa Lordstown Endurance, Workhorse porzuciło projekt W-15.

### Dane technizne
Workhorse W-15 ostatecznie nie stał się klasycznym samochodem elektrycznym, lecz hybrydowym z niewielkim silnikiem spalinowym pełniącym funkcję tzw. range extendera. 1,5-litrowy silnik benzynowy trzycylindrowy zapożyczono od BMW. Razem z nim półciężarówka rozwija maksymalną moc 460 KM i mogła rozpędzić się do 100 km/h w 5,5 sekundy, z kolei w trybie w pełni elektrycznym zasięg wyniósł ok. 128 kilometrów.